# اخلاق عمل‌گرا

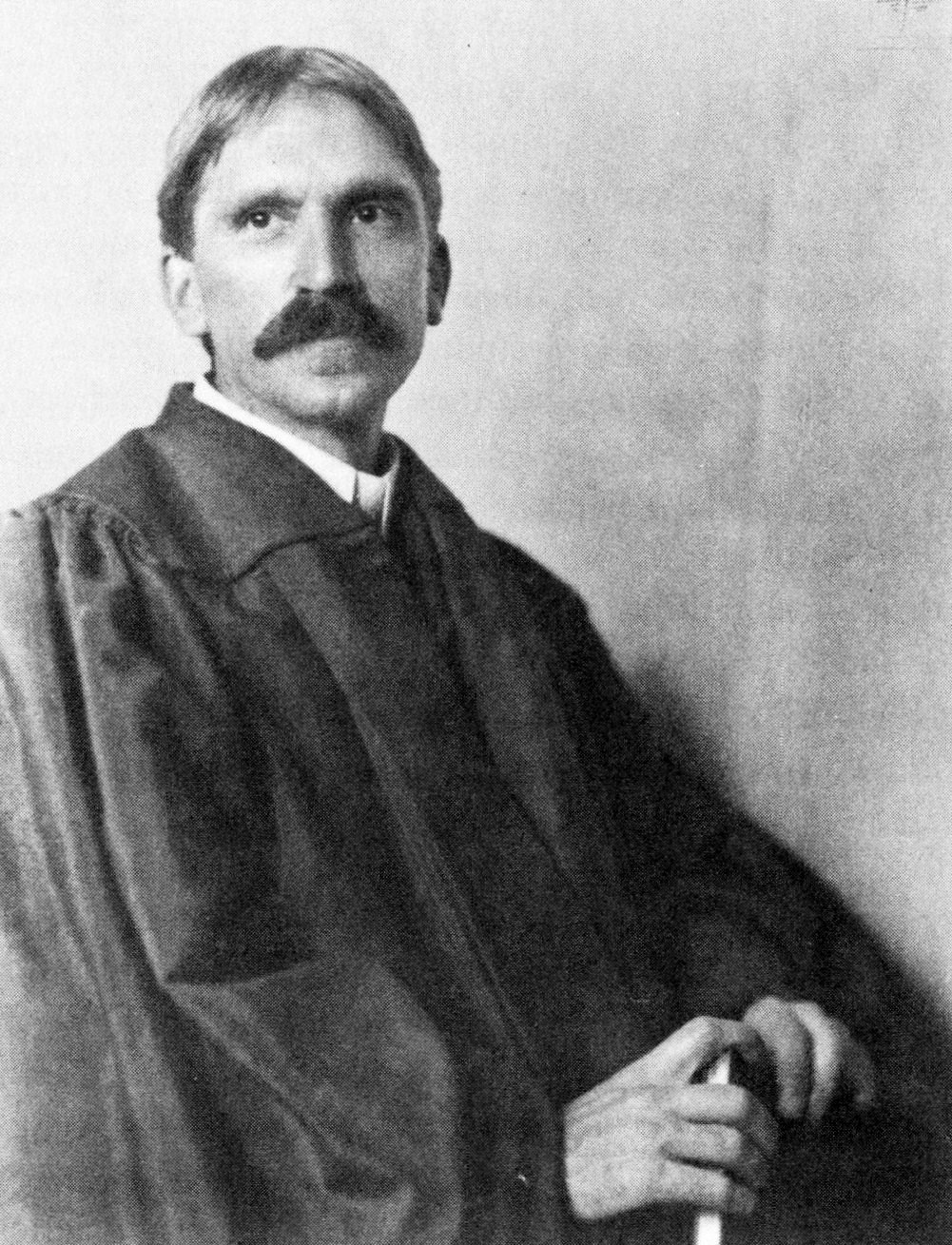
اخلاق عملگرا توسط جان دیویی مورد بحث قرار گرفت (تصویر در دانشگاه شیکاگو در ۱۹۰۲، حدود بیست سال قبل از انتشار آثار اصلی او در زمینه اخلاق عملی).

اخلاق عمل‌گرا یا اخلاق پراگماتیک (انگلیسی:Pragmatic ethics)، نظریه‌ای دربارهٔ اخلاق فلسفی هنجاری و فرااخلاق است. عملگرایان اخلاقی مانند جان دیویی بر این باورند که برخی از جوامع از نظر اخلاقی تا حد زیادی همانند پیشرفتشان در علم پیشرفت کرده‌اند. دانشمندان می‌توانند «استعلام» در مورد صحت یک فرضیه را دنبال کنند و فرضیه را بپذیرند، به این معنا که دانشمندان گونه ای عمل می‌کنند که گویی فرضیه درست است. دانشمندان به گونه‌ای فکر و عمل می‌کنند که گویی «نسل‌های آینده می‌توانند علم را پیش ببرند و بنابراین نسل‌های آینده می‌توانند (حداقل برخی از) فرضیه‌های پذیرفته شده آنان را اصلاح یا جایگزین کنند». به‌طور مشابه‌ای، عمل‌گرایان اخلاقی نیز فکر می‌کنند که هنجارها، اصول و معیارهای اخلاقی احتمالاً در نتیجه استعلام بهبود می‌یابد.
مارتین بنجامین از تشبیه موسوم به قایق اتو نویرات به عنوان قیاسی برای اخلاق عمل‌گرایانه استفاده کرد و تغییر تدریجی هنجارهای اخلاقی را به بازسازی یک کشتی در دریا توسط ملوانان آن تشبیه کرد.